# Régime monodiète
Un régime monodiète ou régime monotrophique ou monorégime est une pratique alimentaire qui consiste à ne manger qu'un seul aliment (comme les pommes de terre ou les pommes) ou un seul type d'aliments (comme les fruits ou la viande) pendant une période qui peut être plus ou moins longue.
Un tel régime, aux résultats discutés, devint populaire dans les années 2010.

## Problèmes de santé
Les nutritionnistes préviennent qu'un régime alimentaire monodiète peut entraîner une malnutrition, une perte musculaire, des carences, voire des excès dangereux de certains nutriments, ainsi que des difficultés à perdre du poids à l'avenir. 

## Exemples
Le comédien et magicien Penn Jillette a commencé son régime amaigrissant par un régime mono-alimentaire, ne mangeant que des pommes de terre pendant deux semaines, puis en ajoutant d'autres aliments sains pour modifier ses habitudes alimentaires. 

## Voir également
- Jeûne
- Liste de pratiques alimentaires